# Храм Великомученицы Екатерины на Всполье
Храм Великому́ченицы Екатери́ны на Вспо́лье — православный храм в район Якиманка города Москвы. Освящена в честь святой Екатерины. Деревянный храм на этом месте предположительно был возведён в XVI веке. В 1657-м здание перестроили в камне, а в 1766—1775 годах по распоряжению императрицы Екатерины II его реконструировал архитектор Карл Бланк. В дальнейшем комплекс перестраивали архитекторы Фёдор Шестаков и Павел Петров. В 1931-м храм закрыли, здание некоторое время занимали Центральное проектно-конструкторское бюро приборостроения и Всесоюзная художественная мастерская имени Грабаря. В 1992—2006 годах церковь была передана для устройства подворья Православной церкви в Америке при Московском патриархате.

## История
В XVI веке по распоряжению царицы Анастасии Романовой на окраине Москвы устроили Екатерининскую белильную слободу. На её территории возвели деревянную церковь в честь великомученицы Екатерины. Предположительно, церковь была деревянной. Некоторые исследователи датируют храм 1612 годом и связывают его появление с победой ополчения Дмитрия Пожарского и Кузьмы Минина над войсками гетмана Яна Ходкевича. Однако историк Сергей Соловьёв подтверждает, что на момент объединения Второго ополчения церковь уже существовала и рядом с ней проходили сражения. Храм упоминается также в сборнике «Новый летописец».
С 1625 года в храме действовал придел преподобного Фёдора Студита, с 1636-го — святителя Николая. В 1651 году приход церкви насчитывал 87 домов, и через шесть лет её перестроили в камне. Предположительно, средства на реконструкцию выделил царь Алексей Михайлович, которому святая Екатерина якобы предсказала во сне рождение дочери. По некоторым данным, в этот период вместо придела Фёдора Студита обустроили придел святого Феодора Стратилата.
После коронации 1762 года Екатерина II некоторое время гостила в Москве. Основав Воспитательный дом, императрица дала обет на казённые средства реконструировать обветшавший храм своей тезоименной святой. Она поручила проектирование здания архитектору Карлу Бланку, разработавшему комплекс в стиле позднего барокко. Работы проходили в 1766—1775 годах. Архитектор сохранил старую трапезную и Никольский придел, Феодоровский придел демонтировали. Старую зимнюю и новую летнюю церкви объединили двухэтажной колокольней, нижний ярус которой служил также притвором для главного храма. Такая планировка является традиционной для древнерусского зодчества. Центральная часть храма представлена в плане квадратом со срезанными углами, с четырёх сторон к нему примыкают пониженные объёмы приделов и притворов, а также апсида . Верхняя часть сооружения имеет форму невысокого восьмёрика, декорированного массивным аттиком и куполом с круглыми люкарнами. Притворы оформлены парными колоннами, обрамляющими входной портал. Также строение украсили крупными наличниками и лепниной. В 1769-м возвели ограду комплекса, для которой использовали детали разобранного ограждения Соборной площади, выполненные в 1731 году. Центральные прутья решётки венчали двуглавые орлы, их скульптурное изображение поместили также на входные пилоны. В середине XIX века колокольню надстроили дополнительными ярусами.
Образы для барочного иконостаса написали художники Дмитрий Левицкий и В. И. Василевский. Серебряные Царские врата и оклады некоторых икон выполнил придворный фабрикант Игнатий Сазиков. Храмовую икону святой Екатерины украсили пожалованной императрицей ризой с царским вензелем. У южной стены зимнего храма для образа установили небольшую металлическую сень. В летней церкви для него отвели место по правой стороне от южного входа. На стене здания установили медную табличку с надписью: 

Благоволением всеавгустейшия, всемилостивейшия премудрыя Государыни, вторыя Императрицы Екатерины Алексеевны, матери милосердия при любезном сыне ея и наследнике, благоверном Государе Цесаревиче и Великом Князе Павле Петровиче сей святой храм Великомученицы начало принял во 2 лето по возшествии на Всероссийский Престол, то есть 1763 года. Основание и заложение сего храма было 1766 года 25 мая, по полудни в 4 часа, совершися 1767 года, освятися в 1768 переосвященным Амвросием, архиепископом Московским и Коломенским соборне, сентября 28 дня рачением той церкви иерея Симеона Ставорского.
Церковь сильно пострадала во время московского пожара 1812 года. По некоторым данным, прихожане сохранили оклады икон и утварь, спрятав под церковным помостом. Позднее здание восстановил архитектор Фёдор Шестаков. Он дополнил угловую часть церкви одноэтажной сторожкой, с западной стороны территории возвели дополнительную ограду. В 1870—1872 годах проходила перестройка храма под руководством архитектора Павла Петрова. Ряд исследователей приписывает работы Дмитрию Чичагову. В этот период полностью перестроили старую зимнюю церковь, главный престол которой переосвятили в честь Спаса Нерукотворного Образа, приделы — в честь святителя Николая и князя Александра Невского. Строение украсили пилястрами, сходными по стилю с декором летней церкви. Заменили сторожку, оформив её арочными нишами. Предположительно, некоторые из них были открытыми.
В рамках всероссийской кампании изъятия церковных ценностей из храма 4 апреля 1922 года было изъято «ценностей весом» 11 пудов 33 фунта 72 золотника (около 195 кг). Были демонтированы врата летнего храма, ризы и священные сосуды.
В 1920—1924 годах в храме на престольный праздник служил патриарх Московский Тихон. В 1931 году храм был закрыт; икону святой Екатерины перенесли в церковь Воскресения Словущего в Монетчиках, затем — в церковь Флора и Лавра на Зацепе. Вскоре её ликвидировали, дальнейшая судьба образа неизвестна. Колокольню и главы церкви великомученицы Екатерины разобрали. Спасский храм переделали под жилые помещения, восточную часть комплекса заняли различные конторы. Позднее в залах расположилось Центральное проектно-конструкторское бюро приборостроения.
В 1970-х годах началась масштабная реконструкция церкви, которая продлилась до 1983-го. В этот период западную часть храма занимал НИИ стандартизации приборов, а восточную — Всесоюзный художественно-реставрационный центр имени Грабаря, который и проводил ремонт здания. К 1990-му мастерские заняли всю площадь комплекса. Через два года храм частично передали в ведение Русской православной церкви. В 1994 году по решению патриарха Алексия II церковь получила статус представительства Православной церкви в Америке при Московском патриархате. Хотя передача площадей проходила постепенно вплоть до 2006-го.
11 июня 1999 года, в день храмового праздника, патриарх Алексий II и предстоятель Православной церкви в Америке митрополит Феодосий (Лазор) совершили освящение храма. Первым настоятелем подворья до 2000 года был протопресвитер Даниил Губяк. В 2002 году настоятелем подворья был назначен архимандрит Закхей (Вуд), который в 2011 году был запрещён в священнослужении. После него в 2012 году настоятелем назначен архимандрит Александр (Пихач). Архимандрит Александр скончался 8 октября 2016 года и похоронен на родине в Канаде. 6 декабря 2017 года настоятелем храма и представителем Православной церкви в Америке при патриархе Московском назначен протоиерей Даниил Андреюк. В 2016-м торжественную литургию в храме святой Екатерины отслужил архиепископ Вениамин (Питерсон). В разные годы (2012, 2014, 2017—2019) в стенах церкви временно был выставлен пояс святителя Шанхайского и Сан-Францисского Иоанна.